# Fondmetal GR01
El Fondmetal GR01 fue un coche de Fórmula 1 diseñado por Robin Herd, Tim Holloway y Tino Belli para el equipo Fondmetal F1 SpA. Fue utilizado en la primera parte de la temporada 1992.
El coche se basó en el Fondmetal Fomet 1 y también estaba equipado con un motor Ford, no el DFR instalado en el Fomet F1, sino el HB, que tenía 100 CV más de potencia que el DFR. Fondmetal presentó dos coches, Andrea Chiesa y Gabriele Tarquini.
El GR01 registró malos resultados; el modelo nunca vio la línea de meta.
Ranieri Randaccio compró uno de los GR01, quien rediseñó el monoplaza ampliando la caja de aire y agregando cubiertas para las ruedas, para usar en la Interserie. Corrió con este coche de 1994 a 1997 y obtuvo segundos puestos en Most (1994, 1997) y Brands Hatch (1996).

## Resultados
(Clave) (negrita indica pole position) (cursiva indica vuelta rápida)

| Año     | Motor   | Neu. | N.º | Pilotos           | 1   | 2   | 3   | 4   | 5   | 6   | 7   | 8   | 9   | 10  | 11  | 12  | 13  | 14  | 15  | 16  | Puntos | Pos. |
| ------- | ------- | ---- | --- | ----------------- | --- | --- | --- | --- | --- | --- | --- | --- | --- | --- | --- | --- | --- | --- | --- | --- | ------ | ---- |
| 1992    | Ford V8 | G    |     |                   | RSA | MEX | BRA | ESP | SMR | MON | CAN | FRA | GBR | GER | HUN | BEL | ITA | POR | JPN | AUS | 0      | NC   |
| 1992    | Ford V8 | G    | 14  | Andrea Chiesa     | DNQ | Ret | DNQ | Ret | DNQ | DNQ | DNQ |     | DNQ |     |     |     |     |     |     |     | 0      | NC   |
| 1992    | Ford V8 | G    | 15  | Gabriele Tarquini | Ret | Ret | Ret | Ret | Ret | Ret |     |     |     |     |     |     |     |     |     |     | 0      | NC   |
| Fuente: |         |      |     |                   |     |     |     |     |     |     |     |     |     |     |     |     |     |     |     |     |        |      |